# Szumne (potok)
Szumne – potok, lewy dopływ potoku Łostówka (Łostóweczka).
Cała zlewnia potoku Szumne znajduje się w obrębie wsi Łostówka w województwie małopolskim, w powiecie limanowskim, w gminie Mszana Dolna. Potok wypływa na wysokości około 757 m na północnym stoku Ostrej w Beskidzie Wyspowym. Spływa jej stokami w kierunku północnym, potem północno-wschodnim i na wysokości 515 m uchodzi do Łostówki w odległości około 140 m na południowy zachód od głównej drogi biegnącej przez wieś.
Potok ma długość około 0,9 km. Niemal cała jego zlewnia znajduje się w porośniętych lasem północnych stokach góry Ostra, tylko najniższe, niewielkie jej partie to pola wsi Łostówka, poza terenem zabudowanym.